# Вержино
Вержино (рос. Вержино) — присілок Сафоновського району Смоленської області Росії. Входить до складу Дроздовського сільського поселення.
Населення — 77 осіб (2007 рік).